# Voice Operated Exchange
Ein englisch Voice Operated Exchange (VOX, veraltet auch Sprachwaage) ist ein sprachgesteuerter Schalter, der primär bei Funkgeräten, welche im Halbduplex betrieben werden, eingesetzt wird. VOX ersetzt funktionell die manuell bediente physische Taste Push-to-Talk (PTT) am Funkgerät und stellt eine Freisprecheinrichtung dar. Weitere Anwendungen von VOX sind das Starten und Stoppen von Tonaufnahmen.
Bei VOX wird der Spannungspegel am Mikrofon ausgewertet und beim Überschreiten einer einstellbaren Schwelle und einer bestimmten Dauer das PTT-Signal generiert. Dadurch schaltet das Funkgerät automatisch auf Senden bzw. die Tonaufnahme startet, wenn man laut genug in das Mikrofon spricht. Durch Hintergrundgeräusche oder -gespräche, die die Ansprechschwelle überwinden, ist eine unabsichtliche Aktivierung möglich. Die unbeabsichtigte Triggerung durch das vom Lautsprecher ausgestrahlte Empfangssignal kann durch eine zusätzliche Schaltung (Anti-VOX) verhindert werden. Ein Nachteil ist, dass das Ansprechen der VOX eine kurze Zeit dauert, das Gerät also erst mit Verzögerung eingeschaltet wird.
Um kurze Sprachpausen zu überbrücken, fällt das PTT-Signal erst nach einer gewissen Nachlaufzeit wieder ab (VOX delay).